# Zamarada melanopyga
Zamarada melanopyga är en fjärilsart som beskrevs av Claude Herbulot 1954. Zamarada melanopyga ingår i släktet Zamarada och familjen mätare. Inga underarter finns listade i Catalogue of Life.